# Crataraea suturalis
Crataraea suturalis är en skalbaggsart som först beskrevs av Mannerheim 1831.  Crataraea suturalis ingår i släktet Crataraea och familjen kortvingar. Arten är reproducerande i Sverige. Inga underarter finns listade i Catalogue of Life.